# Frederic Rahola i d'Espona
Frederic Rahola i d'Espona (Barcelona 21 de setembre de 1914 - Barcelona, 23 de novembre de 1992) fou un advocat, editor i polític català
Era un dels set fills de l'advocat Baldiri Rahola i Llorens i de Roser d'Espona i Puig, i germà de Josep Rahola i d'Espona i bessò de Roser Rahola i d'Espona, esposa de Jaume Vicens i Vives. Es llicencià en dret per la Universitat de Barcelona i el 1936-1938 treballà al departament de finances de la Generalitat de Catalunya. Acabada la guerra civil espanyola s'exilià a França, on estudià economia política i participà en les tasques de la Junta d'Auxili dels Republicans Espanyols.
El 1942 va tornar a Catalunya i amb el seu cunyat Jaume Vicens i Vives creà i dirigí l'Editorial Teide i continuà amb la militància a ERC. Home de confiança del president Josep Tarradellas, el 1976 el nomenà representant seu a l'interior i el 1977 fou conseller de governació de la Generalitat Provisional, càrrec que dimití l'any següent per desacord amb la gestió presidencial.
El 1984 el Parlament de Catalunya l'elegí primer Síndic de Greuges. Va fixar les bases de funcionament de la institució i la va dotar de l'actual seu, i ocupà el càrrec fins a la seva mort el 1992.
Estava casat amb Carme Aguadé i Cortés, filla de l'alcalde de Barcelona i dirigent d'ERC Jaume Aiguader, amb qui tingueren cinc fills.

## Fons personal
El seu fons personal es conserva a l'Arxiu Nacional de Catalunya. El fons va ingressar en virtut del contracte de dipòsit signat a Sant Cugat del Vallès el 24 de gener de 1996 entre els hereus legítims del productor del fons: Carme-Maria Aguadé i Cortés, vídua de Frederic Rahola i d'Espona, i els germans Núria, Víctor, Frederic, Cristian i Pere Rahola i Aguadé, i Josep Maria Sans i Travé, director de l'Arxiu Nacional de Catalunya. El 25 de gener de 2001, el Centre d'Història Contemporània va cedir a l'ANC un conjunt documental referent a les gestions que Frederic Rahola va realitzar el 1977 com a delegat del president Tarradellas. Aquest material va ser recuperat per Josep Benet, com a director que fou del centre esmentat. El fons conté la documentació generada i rebuda per Rahola; destaca la documentació produïda en funció de la seva activitat política relacionada amb l'exili i amb la Generalitat de Catalunya (comissió pel retorn del president Tarradellas, comissió mixta de transferències Administració de l'Estat-Generalitat); i, especialment, la correspondència amb les principals personalitats coetànies. El fons també inclou documentació de l'Editorial Teide i d'altres empreses, fruit de la seva activitat professional; i documentació personal i familiar (famílies Aiguader i Rahola).